# نیلوفر (بازیگر)
نیلوفر با نام تولد شهین خلیلی (زادهٔ ۱۳۲۴ در تهران) خواننده و بازیگر سینمای پیش از انقلاب ۵۷ است. وی تا سال ۱۳۵۳ خورشیدی در سینمای ایران فعالیت داشت.

## فیلم‌شناسی

### بازیگر
- کوثر (۱۳۵۳)
- زنجیری (۱۳۵۲)
- صخره سیاه (۱۳۵۲)
- هفت دلاور (۱۳۵۲)
- پخمه (۱۳۵۱)
- حسن دینامیت (۱۳۵۱)
- شهر آفتاب (۱۳۵۱)
- مطرب (۱۳۵۱)
- جان‌سخت (۱۳۵۰)
- دنیا مال منه (۱۳۵۰)
- رضا چلچله (۱۳۵۰)
- شراره (۱۳۵۰)
- فرار از تله (۱۳۵۰)
- شب اعلام (۱۳۴۹)
- شیرین و فرهاد (۱۳۴۹)
- قسمت (۱۳۴۹)
- قصه شب یلدا (۱۳۴۹)
- قوز بالا قوز (۱۳۴۹)
- میوه گناه (۱۳۴۹)
- رابطه (۱۳۴۸)
- شکوه قهرمان (۱۳۴۸)
- گرفتار (۱۳۴۸)
- نسل شجاعان (۱۳۴۸)
- نعره طوفان (۱۳۴۸)
- ببر مازندران (۱۳۴۷)
- جهنم سفید (۱۳۴۷)
- دنیای پوشالی (۱۳۴۷)
- مرد روز (۱۳۴۷)
- من هم گریه کردم (۱۳۴۷)
- هنگامه (۱۳۴۷)
- طوفان نوح (۱۳۴۶)

### خواننده

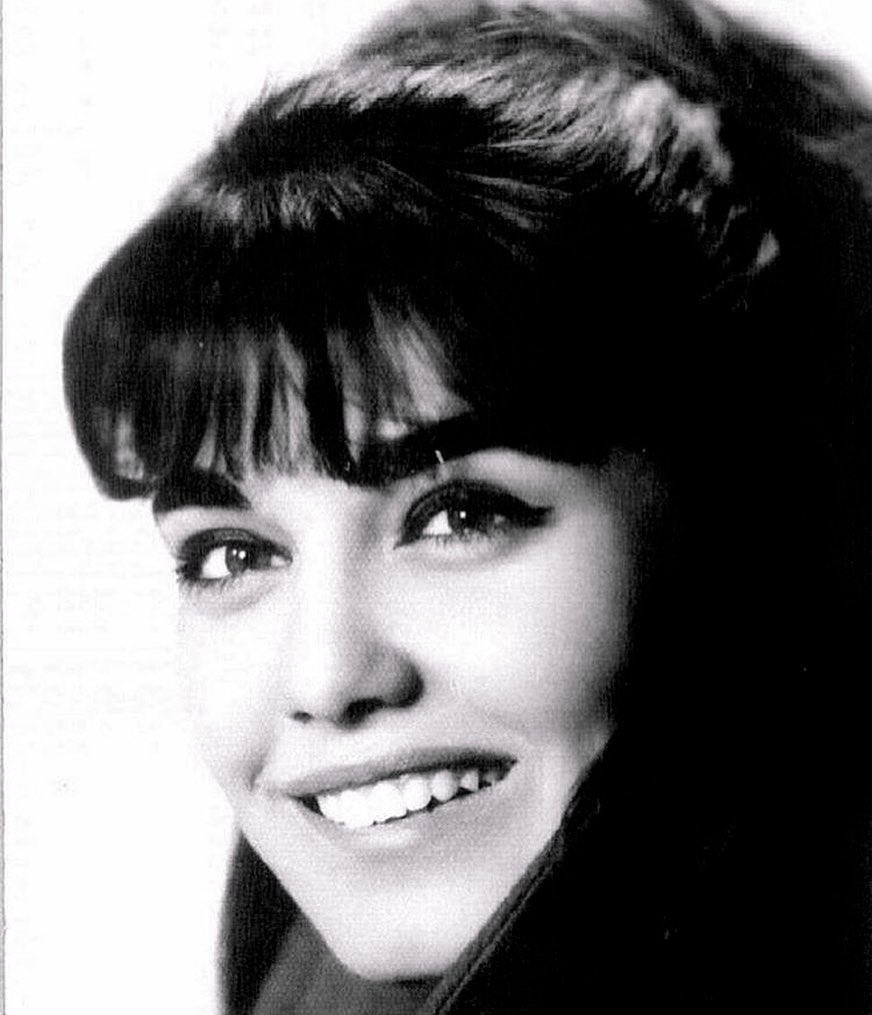
نیلوفر

- شهر شراب (۱۳۵۵)
- خیالاتی (۱۳۵۲)
- طاهر (۱۳۵۲)
- من شوهر می‌خواهم (۱۳۴۷)
- حقه بازان (۱۳۴۶)
- شوخی نکن دلخور می‌شم (۱۳۴۵)